# Alison Krauss
Alison Krauss (født 23. juli 1971) er en amerikansk sanger og violinist, der primært spiller bluegrass og countrymusik. Hun har lavet en hel del soundtracks til film, blandt andet til O Brother, Where Art Thou? og Cold Mountain, hvilket har indbragt hende flere priser, og med fem Grammy-priser for albummet Raising Sand, som hun lavede sammen med den tidligere Led Zeppelin-forsanger, Robert Plant, har hun modtaget i alt 27 Grammy-priser. Det gør hende til den tredje mest vindende Grammy-modtager nogensinde samt den mest vindende sanger af prisen.[kilde mangler]

## Tidlige liv
Alison Krauss stammer fra Illinois og begyndte at spille violin som femårig. I begyndelsen spillede hun klassisk violin, men snart begyndte hun at dyrke bluegrass-stilen. Som tiårig dannede hun sit første orkester, og som trettenårig vandt hun en stor konkurrence inden for bluegrass.[kilde mangler] På den tid deltog hun i flere festivaler, hvor hun mødte en række andre musikere, og det orkester, hun nu spiller med, Union Station, består alle af mennesker, hun mødte omkring dette tidspunkt.

## Karriere
I 1985 indspillede hun sit første album, Different Strokes, sammen med blandt andet sin bror Viktor. Hun havde også spillet sammen med sangskriver og bassist John Pennell, der dannede Union Station, og da han havde brug for en ny violist, bad han Krauss om at være med. Hun var så interessant for pladeindustrien, at da orkesteret skulle udgives på plade, blev det i form af et soloalbum med Alison Krauss, hvor Union Station fungerede som backinggruppe. Det blev til Krauss’ debut soloalbum Too Late to Cry, som blev udsendt i 1987 da hun var blot 16 år gammel. 
I denne periode havde Krauss en pladekontrakt, der betød, at hver anden plade skulle være et soloudspil, og hver anden skulle udgives som en Union Station-plade. I 1989 udgav den dengang 18-årige Krauss sit første gruppealbum sammen med Union Station kaldet Two Highways. Soloudspillet I've Got That Old Feeling fra 1990 tog de første spæde skridt mod populariteten, da det nåede 75.-pladsen på Billboard-hitlisten.[kilde mangler] Det indbragte ligeledes hendes første Grammy-pris i bluegrasskategorien, og hendes første video blev lavet til titelsangen.
De følgende år steg hendes popularitet ganske hurtigt, og hun blev medlem af Grand Ole Opry i 1993 som blot 21-årig og den første bluegrassmusiker her i 29 år. I 1995 udgav hun Now That I've Found You: A Collection med en række fortolkninger af andres numre, som hun godt kunne lide, herunder numre af The Beatles og The Foundations, og dette udspil blev hendes hidtil mest sælgende album med over 2 millioner solgte eksemplarer.[kilde mangler]
Alison Krauss har gennem årene ofte spillet sammen med andre musikere, og hun har ligeledes siden gennembruddet i 2000 med O Brother, Where Art Thou? skrevet en del filmmusik med stor succes.[kilde mangler] Til O Brother... sang hun også flere af sangene, blandt andet sammen med Dan Tyminski, og soundtracket fra filmen indbragte hende Grammy Award for Album of the Year. Herudover kan nævnes, at hun har bidraget med musik til film som Prinsen af Egypten, Mona Lisa Smile og ikke mindst Cold Mountain, hvor hun blandt andet sang sammen med Sting og Elvis Costello.
I 2007 blev et samarbejde med den tidligere Led Zeppelin-sanger Robert Plant til Raising Sand, der indbragte tre af de mest prestigefyldte Grammyer: årets bedste album, årets bedste indspilning (sangen "Please Read the Letter") samt bedste moderne folkemusikalbum.[kilde mangler]

## Privatliv
Krauss blev i 1997 gift med Pat Bergeson, med hvem hun i 1999 fik en søn. Parret blev dog skilt igen i 2001.[kilde mangler]

## Diskografi
Studiealbum
- 1986: Different Strokes (med Jim Hoiles og Swamp Weiss)
- 1987: Too Late to Cry
- 1989: Two Highways (med Union Station)
- 1990: I've Got That Old Feeling
- 1992: Every Time You Say Goodbye (med Union Station)
- 1994: I Know Who Holds Tomorrow (med the Cox Family)
- 1997: So Long So Wrong (med Union Station)
- 1999: Forget About It
- 2001: New Favorite (med Union Station)
- 2004: Lonely Runs Both Ways (med Union Station)
- 2007: Raising Sand (med Robert Plant)[1]
- 2011: Paper Airplane (med Union Station)
- 2017: Windy City
- 2021: Raise the Roof (med Robert Plant)[1]